# 安芸西インターチェンジ
安芸西インターチェンジ（あきにしインターチェンジ）は、高知県安芸市馬ノ丁に建設されている高知東部自動車道（南国安芸道路）、阿南安芸自動車道（安芸道路）のインターチェンジである。阪神タイガースのキャンプ地の安芸市営球場の最寄のインターチェンジでもある。

## 歴史
- 2011年（平成23年）度 : 高知東部自動車道（南国安芸道路） 芸西西IC - 安芸西IC間 延長8.5km事業化[1]。
- 2012年（平成24年）度 : 阿南安芸自動車道（安芸道路）事業化。

### 予定
- 未定

## 接続する道路
- 国道55号

## 周辺
- 土佐くろしお鉄道ごめん・なはり線 球場前駅
- 安芸市営球場

## 隣
E55 高知東部自動車道（南国安芸道路）
香南やすIC - 芸西西IC - 芸西東IC（事業中） - 安芸西IC（事業中）
E55 阿南安芸自動車道（安芸道路）
安芸東IC（事業中） - 安芸中IC（事業中） - 安芸西IC（事業中）